# Mareham le Fen
Mareham le Fen est une paroisse civile et un village du Lincolnshire, en Angleterre.